# 185498 Majorcastroinst
185498 Majorcastroinst è un asteroide della fascia principale. Scoperto nel 2007, presenta un'orbita caratterizzata da un semiasse maggiore pari a 2,3874317 au e da un'eccentricità di 0,2551907, inclinata di 7,64592° rispetto all'eclittica.